# La Grande (rivier)
La Grande Rivière (Engels: La Grande River) is een rivier in het noordwesten van Québec in Canada. De rivier ontspringt in noordwest Québec en stroomt hoofdzakelijk naar het westen. Na bijna 900 kilometer mondt de rivier uit in de Jamesbaai bij Chisasibi. In de rivier liggen 10 grote waterkrachtcentrales van Hydro-Québec.

## Fort George River
De rivier had aanvankelijk de naam Fort George River. De Hudson's Bay Company had een handelspost aan de rivier bij River House van 1803 tot 1824. In 1837 werd een grotere handelspost gebouwd bij Fort George, een eiland in de monding van de rivier.

## Bewoning
Aan het begin van de 20e eeuw gaven de Cree-indianen van de Jamesbaai hun nomadische levensstijl op en vestigden zich in Chisasibi, op de zuidoever van de rivier en een paar kilometer ten oosten van de monding. De Grand Council of the Cree representeert zo'n 16.000 indianen in de Jamesbaai- en Nunavik-regio's. Deze raad werd in 1974 gevormd om te kunnen onderhandelen met de Canadese overheid. In 1971 maakte deze een plan bekend om een aantal waterkrachtcentrales te bouwen en hiervoor grote delen ten oosten van de Jamesbaai onder water te zetten, zonder de inheemse bevolking hierbij te betrekken. In 1975 werd een overeenkomst getekend waarmee de landrechten van de indianen in Québec werden vastgelegd.

## Karakteristieken
Het stroomgebied van de rivier is 97.600 km² groot. Het gemiddelde debiet is 1.690 m³/s, maar de piek ligt op 4.450 m³/s en het laagste niveau op 345 m³/s. In de tachtiger-jaren zijn in de regio diverse waterkrachtcentrales gebouwd. Om deze van voldoende water te voorzien zijn rivieren omgelegd en monden nu ook in de rivier uit. Het stroomgebied verdubbelde bijna in oppervlakte tot zo’n 175.000 km² en het gemiddelde debiet steeg tot 3.400 m³/s. In november 2009 werd de Rupert ook deels omgeleid waardoor het stroomgebied met 34.100 km² werd vergroot.

## Waterkrachtcentrales
In de periode 1974 en 1996 werden in de rivier waterkrachtcentrales gebouwd. De rivier wordt nu onderbroken door 10 centrales van het nutsbedrijf Hydro-Québec. Ze hebben een totale capaciteit van 16.500 megawatt (MW), dat is bijna de helft van het totaal opgesteld vermogen van Hydro-Québec. De afstand tussen deze centrales en de grote gebruikerscentra van elektriciteit in het zuiden, tegen de grens met de Verenigde Staten, is ruim 1.200 kilometer.
Voor de betrokken werknemers aan de waterwerken werd Radisson gesticht in 1974. De plaats is vernoemd naar de 17de-eeuwse Franse ontdekkingsreiziger Pierre-Esprit Radisson. Op het hoogtepunt van de bouwwerkzaamheden was het aantal inwoners gestegen tot ongeveer 2.500 maar dit is inmiddels gedaald naar ongeveer 300.
De volgende waterkrachtcentrales liggen in de rivier opgesomd van west naar oost:
| Naam            | Type centrale | Vermogen (in MW) | Aantal turbines | Valhoogte (in meters) | Ingebruikname (jaar) |
| --------------- | ------------- | ---------------- | --------------- | --------------------- | -------------------- |
| La Grande-1     | Rivier        | 1.436            | 12              | 27,5                  | 1994-95              |
| Robert-Bourassa | Stuwmeer      | 5.616            | 16              | 137                   | 1979-81              |
| La Grande-2-A   | Stuwmeer      | 2.106            | 6               | 138,5                 | 1991-92              |
| La Grande-3     | Stuwmeer      | 2.417            | 12              | 79                    | 1982-84              |
| La Grande-4     | Stuwmeer      | 2.779            | 9               | 117                   | 1984-86              |
| Laforge-1       | Stuwmeer      | 878              | 6               | 57                    | 1993-94              |
| Laforge-2       | Rivier        | 319              | 2               | 27                    | 1996                 |
| Brisay          | Stuwmeer      | 469              | 2               | 37,5                  | 1993                 |
| Sarcelle        |               |                  |                 |                       | in aanbouw           |
| Eastmain-1      | Stuwmeer      | 480              | 3               | 63                    | 2006                 |